# Bildungspolitik in Deutschland

Bildungsgänge im deutschen Bildungssystem

Bildungspolitik ist Politik, die auf Gestaltung, Legitimation und Administration des Bildungswesens zielt.

## Bildungspolitik in Deutschland
Zur Bildungspolitik gehört in Deutschland die Verwaltung der Schulen und Hochschulen, die im Wesentlichen auf Länderebene von den Kultusministerien wahrgenommen wird. Zunehmend werden auch Bildungsziele in der vorschulischen Betreuung definiert. Die Zuständigkeit für die vorschulische Betreuung ist bislang dennoch typischerweise nicht bei den Bildungsministerien, sondern den Sozialministerien angesiedelt.
Laut Grundgesetz ist die Bildungspolitik Sache der Bundesländer (Kulturhoheit). Dies hat dazu geführt, dass sich die Schulsysteme in Deutschland teilweise stark zwischen den Bundesländern unterscheiden. Durch die regelmäßigen Kultusministerkonferenzen wird versucht, die wichtigsten Dinge einheitlich zu regeln. Dazu gehören unter anderem die Dauer der Schulferien und ihre Terminierung sowie die Aufteilung eines Schuljahres. Unterschiede gibt es bezüglich der Lehrpläne, der Abschlussprüfungen am Gymnasium (siehe auch: Zentralabitur), der Anzahl von Schuljahren (Abitur nach 12 oder 13 Jahren), dem Fächerangebot, den Schultypen (siehe auch: Gesamtschule) und beim Übergang von der Grundschule in eine weiterführende Schule (siehe auch: Orientierungsstufe). Vereinzelt gibt es aber auch innerhalb eines Bundeslandes Unterschiede: So ist im größten Teil Baden-Württembergs erste Fremdsprache Englisch, nur entlang der Grenze zu Frankreich ist es Französisch.
Ähnlich sieht es bei den Hochschulen aus: Unterschiede gibt es hier insbesondere bezüglich der Finanzierung und möglicher Studiengebühren. In diesem Bereich, der Hochschulbildungspolitik, wurden Versuche des Bundes, die Bildungshoheit der Länder zu beschneiden, in den vergangenen Jahren nicht zuletzt vom Bundesverfassungsgericht untersagt (siehe z. B. Juniorprofessur). Umstritten bleibt auch, welche Rolle die Europäische Union und ihre Organe in Fragen der Bildungspolitik einnehmen dürfen und wie auf internationaler Ebene angesiedelte Abkommen (z. B. im Europarat) bzw. Absprachen (z. B. durch den Bologna-Prozess) auf die Politik der Länder zurückwirken.
Da die Bundesländer für die Bezahlung der Lehrer und Professoren sowie den Bau der Schulgebäude zuständig sind, spiegeln diese Bereiche oft auch die aktuelle finanzielle Lage des Bundeslandes wider.
Über das 1994 gegründete Centrum für Hochschulentwicklung übt die Bertelsmann-Stiftung erheblichen Einfluss auf die deutsche Bildungspolitik aus.

### Föderalismusreform
Bis zu der am 1. September 2006 in Kraft getretenen Föderalismusreform diente neben der Kultusministerkonferenz auch die Bund-Länder-Kommission für Bildungsplanung und Forschungsförderung der Koordination der Bildungspolitiken der 16 Bundesländer.
Der UN-Bildungsbeauftragte Vernor Muñoz übte im Februar 2006 Kritik an der mangelnden Chancengleichheit in der deutschen Bildungspolitik, Bildung sei in Deutschland von sozialer Herkunft stärker abhängig als in den meisten anderen entwickelten Staaten. Muñoz kritisierte auch den Föderalismus in der Bildungspolitik.

### Ländervereinbarung
Am 15. Oktober 2020 traf die Kultusministerkonferenz eine Vereinbarung, die zu mehr Einheitlichkeit und Vergleichbarkeit im Bildungssystem führen soll. Die Lehrerausbildung, die Schulausbildung und die Schulabschlüsse in Deutschland sollen dadurch in den Folgejahren vergleichbarer werden. Eine neu einzurichtende „Ständige Wissenschaftliche Kommission der Kultusministerkonferenz“ soll die Länder beraten. Die Vereinbarung löst das „Abkommen zwischen den Ländern der Bundesrepublik auf dem Gebiete des Schulwesens“, auch „Hamburger Abkommen“ genannt, vom 28. Oktober 1964 in der Fassung vom 14. Oktober 1971 ab.
Der Verband Bildung und Erziehung kritisierte, die Vereinbarung vernachlässige die Bildungsgerechtigkeit. Der Deutschlehrerverband kritisierte, beim Abitur würden zwar die Aufgaben, nicht aber die anschließende Bewertung der Prüfungsleistung angeglichen, und die Vereinbarung sei zu allgemein und zu vage. Die Gewerkschaft Erziehung und Wissenschaft kritisierte, die Kultusministerkonferenz verabschiede sich weitgehend von der Inklusion. Der Lehrkräftemangel und die Anforderungen der Migrationsgesellschaft seien nicht berücksichtigt worden.
Im Februar 2021 traten die Vereinbarung und eine diesbezügliche Verwaltungsvereinbarung in Kraft.

### Bundesprogramme seit der Grundgesetzänderung 2019
Mit der Änderung des Artikels 104c des Grundgesetzes für die Bundesrepublik Deutschland wurden die Möglichkeiten des Bundes zur Unterstützung von Ländern und Kommunen bei Investitionen in kommunale Bildungsinfrastruktur, insbesondere Ganztagsschul- und Betreuungsangebote, Digitalisierung und berufliche Schulen, erweitert.
Auf dieser Grundlage wurden in den folgenden Jahren mehrere bundesweite Förderprogramme aufgelegt. Dazu zählt insbesondere der DigitalPakt Schule, mit dem rund 5,3 Mrd. Euro an Fördermitteln für die digitalen Bildungsstrukturen bereitgestellt wurden. Mit dem Startchancen-Programm stellen Bund und Länder ab dem Schuljahr 2024/2025 im Zeitraum der nächsten 10 Jahre insgesamt 20 Mrd. Euro bereit, um die Bildungsgerechtigkeit zu erhöhen.